# Planococcus antarcticus
Planococcus antarcticus ist eine Art von grampositiven Bakterien, die 2002 entdeckt wurde. Der Artname verweist auf den Fundort des Bakteriums, die Antarktis.

## Merkmale

### Erscheinungsbild
Die Kolonien von Planococcus antarcticus besitzen eine orange Färbung. Die Zellen sind kokkenförmig, sie können allein, in Paaren, als Dreiergruppen oder als Tetraden auftreten. Die Zellen sind aktiv beweglich, sie besitzen ein oder zwei Flagellen. Endosporen werden nicht gebildet.

### Wachstum und Stoffwechsel
Planococcus antarcticus ist chemo-organotroph und aerob. Der Katalase-Test ist positiv, der Oxidase-Test ist negativ. Die Art nutzt Glucose, Glutamat und Succinat als Energie- und Kohlenstoffquelle. Beim Abbau von Glucose wird Säure gebildet. Nitrat wird nicht reduziert und Stärke wird nicht hydrolysiert.
Für das Wachstum tolerierte Temperaturen liegen zwischen 0 und 30 °C, Planococcus antarcticus ist psychrophil (kälteliebend). Es werden bis zu 12 % Natriumchlorid (Kochsalz) im Nährmedium toleriert, allerdings ist kein Mindestgehalt für das Wachstum erforderlich, er ist folglich halotolerant. Die Kultivierung gelingt auf Nährmedien, die Pepton und Hefeextrakt enthalten, einen pH-Wert von 6,9 aufweisen und bei 5 °C inkubiert werden.

### Chemotaxonomische Merkmale
Planococcus antarcticus wird zu den grampositiven Bakterien mit niedrigem GC-Gehalt (den Anteil der Nukleinbasen Guanin und Cytosin) in der Bakterien-DNA gezählt. Der GC-Gehalt liegt bei etwa 42 bis 43 Mol-Prozent. Als Unterscheidungsmerkmal zu anderen Arten der Gattung Planococcus kann die Zusammensetzung der Lipide in der Zellmembran verwendet werden. Bei Planococcus antarcticus kommen die Fettsäuren mit den Abkürzungen C15:0 (Pentadecansäure), C15:1, C16:0 (Palmitinsäure, Hexadecansäure), C17:0 (Margarinsäure, Heptadecansäure) sowie iso-C16:1, eine verzweigtkettige Fettsäure vor.

### Genetik
Das Genom des Bakterienstammes Planococcus antarcticus DSM 14505  wurde 2012 vollständig sequenziert. Die Größe des Genoms liegt bei 3772 Kilobasenpaaren (kb), das ist etwa 80 % der Genomgröße von Escherichia coli. Es sind 3692 Proteine annotiert. Zu den identifizierten Proteinen bzw. Enzymen gehören Schutzproteine, die ihn resistent gegen Kälte machen, eine ATP-Synthase und eine Hydrolase, die es ihm ermöglicht, Gallensalze zu hydrolysieren. Dieses Enzym ist eigentlich typisch für im Darm lebende Bakterien, wie die Enterobacteriaceae, mit denen er nicht näher verwandt ist.

## Systematik
Der Gattungsname setzt sich aus den griechischen Worten planos („Wanderer“) und coccus („Körnchen“) zusammen und bezieht sich auf die Eigenschaft der Motilität und das Aussehen der Zellen dieser Bakterien. Das Epitheton antarcticus (aus dem Lateinischen) bedeutet „die Antarktis betreffend“ und bezieht sich auf den Fundort des Bakteriums. Planococcus antarcticus wurde von dem indischen Wissenschaftler Gundlapally Satyanaryana Reddy im Jahre 2002 erstbeschrieben. Planococcus antarcticus ist eine von mehreren Arten der Gattung Planococcus. Sie steht in der Familie Planococcaceae, welche wiederum in der Abteilung Firmicutes geführt wird.

## Vorkommen und Bedeutung
Planococcus antarcticus wurde mit der hierbei ebenfalls erstbeschriebenen Art Planococcus psychrophilus aus einer „verfilzten“ Ansammlung von Cyanobakterien (englisch cyanobacterial mat samples) aus Teichen in der Antarktis gefunden. Da er psychrophil ist und gut bei niedrigen Temperaturen wächst, sind die von ihm produzierten Enzyme von Interesse, die dann ebenfalls bei niedrigen Temperaturen noch eine Enzymaktivität aufweisen.
Da die Antarktis vor 23 Millionen Jahren vom südamerikanischen Kontinent abgetrennt wurde, geht man davon aus, dass Planococcus antarcticus für den gleichen Zeitraum isoliert lebte. Daher wird sein Genom mit dem anderer Bakterien verglichen, um mehr über die Evolution einzelner Gene zu erfahren, beispielsweise der bei ihm vorhandenen Gallensalz-Hydrolase.